# 수원 한일타운
수원 한일타운은 경기도 수원시 장안구 조원동에 위치한 아파트 단지이다.

## 단지 구성
이 아파트는 58개동 5,282세대로 구성되어 있다.